# Заповідник Сваґа-Сваґа
Заповідник Сваґа Сваґа — це мисливський заповідник Танзанії, розташований на північному заході регіону Додома, який дає притулок слонам та іншим вразливим тваринам. Він розташований на відстані приблизно 78 км від міста Бабаті та за 100 км від міста Додома. Займає площу 871 квадратний кілометр.
У Сваґа Сваґа проживає популяція зі 102 левів, і оскільки Танзанія має найбільше левів в Африці, Сваґа Сваґа має майже 0,6 % левів Танзанії, що робить його важливим для охорони цих тварин.
У 2017 році Управління охорони дикої природи Танзанії (TAWA) розпочало переселення багатьох видів тварин з інших заповідників, щоб покращити різноманітність фауни у заповіднику. У цьому вони бачать великий шанс для розвитку туризму та популяризації Сваґа Сваґа.
У лютому 2021 року польський археолог з Ягеллонського університету оголосив про виявлення стародавнього наскельного мистецтва з антропоморфними фігурами в хорошому стані на місці скель Amak'hee 4. Картини зроблені червонуватим барвником, містять голови буйволів, жирафів, одомашнену велику рогату худобу. Археологи вважають, що ці малюнки можуть описувати ритуал народу Сандаве.